# فينس أوفر
فنس أوفر (بالإنجليزية: Vince Offer) (العبري:עוֹפﬧ שלוֹמי: مواليد 25 أبريل 1964 في حيفا) ينطق فينس أوفر، فينس شلومي أو صديق شامواو أمريكي إسرائيلي الجنسية كوميدي ممثل وبائع إعلامي أمريكي من أشهر منتجات وهي: شام واو وسلاب تشوب وشتنكي ودافنشي برو بلغة إسبانية وإنجليزية.